# Nāravārikuppam
Nāravārikuppam är en ort i Indien.   Den ligger i distriktet Thiruvallur och delstaten Tamil Nadu, i den södra delen av landet, 1 700 km söder om huvudstaden New Delhi. Nāravārikuppam ligger 18 meter över havet och antalet invånare är 18 555.
Terrängen runt Nāravārikuppam är mycket platt, och sluttar österut. Runt Nāravārikuppam är det mycket tätbefolkat, med 9 300 invånare per kvadratkilometer. Närmaste större samhälle är Madras, 15,3 km sydost om Nāravārikuppam. Omgivningarna runt Nāravārikuppam är en mosaik av jordbruksmark och naturlig växtlighet.